# 柯智豪
柯智豪（1976年—），台灣作曲人、作詞人、音樂製作人。

## 音樂生涯
1990年代起以樂手身份參與王宏恩，陳奕迅，孫燕姿等人的演出。
2000年起參與數張風潮音樂的唱片製作，其間協助設計的《飄浮手風琴》入圍葛萊美獎最佳唱片包裝設計獎，隨後加入好客樂隊擔任吉他手，參與角頭音樂的唱片製作，並且於台灣各個客家鄉鎮巡迴演出。
2005年成立歐噴愛，擔任詞曲與貝士手隊長小b。同時期與李欣芸一起製作數部電影配樂，並開啟劇場領域工作，與眾多劇團合作。2008年的《九降風》為第一部全擔當配樂的長片。
2014年組成三牲獻藝，開始投入民俗儀式與傳統戲曲領域。因電影《血觀音》與台灣國寶藝師楊秀卿密切工作，而後於總統府音樂會等活動，均找機會將台灣唸歌介紹給大眾，並與公共電視台合作《唸歌走江湖－國寶藝師楊秀卿的音樂旅程》擔任導演。

## 製作人與音樂總監
柯智豪除了身為樂手、組織「三牲獻藝」團體之外，也擔任音樂製作人，合作對象包含：黃子軒與山平快、害喜喜、A Root同根生、蔡秋鳳等。
擔任製作人期間，於第27屆金曲獎之中以黃子軒與山平快《異鄉人》專輯獲得「最佳客語專輯獎」、同屆以勞動服務樂團《海島聲事》獲得「最佳嘻哈專輯獎」。隨後第9屆金音創作獎以拍謝少年《兄弟沒夢不應該》獲得「最佳搖滾專輯獎」、第34屆金曲獎再以A Root同根生樂團《邊緣轉生術》獲得「最佳專輯製作人」獎。並且在第35屆金曲獎，以醞釀15年、由柯智豪作所有詞曲、擔任多重樂手與製作人的巴奈·庫穗《夜婆 Iā-Pô》專輯獲得「最佳台語專輯獎」。
2017年開啟展演類音樂總監工作：包含2017年世大運開幕、101跨年煙火、2017與2019總統府音樂會、2018開始與衍序設計在桃園大溪《大溪大禧》系列、《2018臺中世界花卉博覽會》、2019開啟「拚場」系列，如《渡tōo》等，台灣文博會節目總監、以及全國運動會、2020年國慶典禮、金音獎典禮音樂總監、滅火器樂團20週年演唱會、高雄市跨年晚會、2021年南北流行音樂中心文協百年音樂會、傳藝金曲獎典禮、全中運、國慶光雕、2022與2023年文總除夕節目We Are、2024年世界客家博覽會、金馬電影音樂會、國慶典禮、高雄春天藝術節、高雄燈會、台北燈會、桃園文化博覽會、金馬獎典禮、總統府音樂會、2025年大港開唱、雙北世界壯年運動會等活動。
另外，以個人創意成就為由，於2019獲得La Vie「台灣創意力100」頒發風格創意人物首獎。

## 影視配樂
柯智豪於2005年開始與李欣芸一起製作數部電影配樂，首部第一部全擔當配樂的長片為2008年的《九降風》。作品包含：許肇任導演 《甜·祕密》、楊雅喆導演《血觀音》、楊力州導演《紅盒子》、易智言導演《廢棄之城》、林君陽導演《茶金》、伍心瑜導演《臨演人生》等。
2020年第22屆台北電影獎以高炳權《江湖無難事》提名「最佳配樂」、第57屆金馬獎以許承傑《孤味》提名「最佳原創電影音樂」、「最佳原創電影歌曲—作曲」。2022年第57屆金鐘獎以林君陽《茶金》提名戲劇配樂獎。

## 劇場遊戲配樂
柯智豪於2005年開始進行劇場配樂。
合作對象有無獨有偶工作室劇團、楊景翔演劇團、李清照私人劇團感傷動作派、FOCA 福爾摩沙馬戲團、四把椅子劇團、河床劇團、台南人劇團、莎士比亞的妹妹們的劇團、金枝演社劇團、國光劇團等。
2018年第29屆傳藝金曲獎以李清照私人劇團感傷動作派《馬伯司氏》獲提名「最佳跨界音樂專輯獎」、2020年於第31屆傳藝金曲獎獲得提名「最佳音樂設計獎」。2023年於第34屆傳藝金曲獎以明華園天字戲劇團x 莎士比亞的妹妹們的劇團《無題島：孽種與魔法師》提名最佳音樂設計獎。
柯智豪亦參與了數款遊戲的配樂設計，包含2020年Toii Games《都市傳說冒險團》、Toii Games《都市傳說冒險團 2：分身》、並以三牲獻藝身份參與了padendon《打鬼》、《打鬼2》等遊戲配樂設計。

## 聲學工程師
柯智豪擔任台灣耳機品牌CHORD&MAJOR的音樂總監，共同開發了數款耳道式耳機。其中《Major 9.13（耳機）》以優良的聲學工程獲得了2014Diapason d'Or（法國金音叉獎）的Palmares HI-FI 2014獎項，並且於隔年2015年獲得台灣文博會認可為當年度的文創精品。

## 主要獲獎經歷

### 音樂獎項
| 年份 | 屆次                    | 作品                                  | 獎項                       | 結果 | 擔任               |
| ---- | ----------------------- | ------------------------------------- | -------------------------- | ---- | ------------------ |
| 2005 | Taipei Times            | 好客樂隊《好客戲》                    | 年度十大專輯               | 獲獎 | 團員               |
| 2006 | 第17屆金曲獎            | 好客樂隊《好客戲》                    | 最佳客語流行音樂演唱專輯獎 | 獲獎 | 團員               |
| 2006 | 第17屆金曲獎            | 好客樂隊《好客戲》                    | 最佳樂團獎                 | 提名 | 團員               |
| 2006 | 第17屆金曲獎            | 好客樂隊《蘆葦的聲音─第一支的嗩吶》   | 最佳民族樂曲專輯獎         | 提名 | 團員               |
| 2006 | 第17屆金曲獎            | 好客樂隊《蘆葦的聲音─第一支的嗩吶》   | 最佳演奏獎                 | 提名 | 團員               |
| 2009 | 第20屆金曲獎            | 好客樂隊《愛吃飯》                    | 最佳客語專輯獎             | 獲獎 | 團員               |
| 2009 | 第20屆金曲獎            | 好客樂隊《愛吃飯》                    | 最佳樂團獎                 | 提名 | 團員               |
| 2009 | 第九屆華語音樂傳媒大獎  | 好客樂隊《愛吃飯》                    | 最佳民謠藝人               | 提名 | 團員               |
| 2015 | 第6屆金音創作獎         | 三牲獻藝《三牲獻藝》                  | 最佳電音專輯獎             | 提名 | 團員               |
| 2015 | 第6屆金音創作獎         | 三牲獻藝《三牲獻藝》                  | 最佳電音單曲獎             | 提名 | 團員               |
| 2016 | 第27屆金曲獎            | 黃子軒、山平快《異鄉人》              | 最佳客語專輯獎             | 獲獎 | 製作人             |
| 2016 | 第7屆金音創作獎         | 勞動服務樂團《海島聲事》              | 最佳嘻哈專輯獎             | 獲獎 | 製作人             |
| 2016 | 第7屆金音創作獎         | 勞動服務樂團《海島聲事》              | 最佳嘻哈單曲（2首）        | 提名 | 製作人             |
| 2017 | 第8屆金音創作獎         | 三牲獻藝《中壇元帥》                  | 最佳電音專輯獎             | 提名 | 團員               |
| 2018 | 第29屆金曲獎            | 三牲獻藝《中壇元帥》                  | 最佳演奏錄音專輯獎         | 提名 | 團員               |
| 2018 | 第9屆金音創作獎         | 拍謝少年《兄弟沒夢不應該》            | 最佳搖滾專輯專輯獎         | 獲獎 | 製作人             |
| 2018 | 第9屆金音創作獎         | 拍謝少年《兄弟沒夢不應該》            | 最佳專輯獎                 | 提名 | 製作人             |
| 2019 | 第30屆金曲獎            | 害喜喜《害喜喜》                      | 最佳演唱組合               | 提名 | 製作人             |
| 2019 | 第10屆金音創作獎        | 三牲獻藝《家將》                      | 最佳電音專輯               | 提名 | 團員               |
| 2019 | 第10屆金音創作獎        | 三牲獻藝《家將》                      | 最佳電音單曲獎             | 提名 | 團員               |
| 2019 | 第10屆金音創作獎        | 害喜喜《害喜喜》                      | 最佳民謠歌曲獎             | 提名 | 製作人             |
| 2022 | 第33屆金曲獎            | 三牲獻藝《八仙》                      | 最佳演唱組合獎             | 提名 | 團員               |
| 2022 | 第13屆金音創作獎        | 三牲獻藝《八仙》                      | 最佳電音專輯獎             | 提名 | 團員               |
| 2022 | 第13屆金音創作獎        | 三牲獻藝《八仙》                      | 最佳電音歌曲獎             | 提名 | 團員               |
| 2023 | 第34屆金曲獎            | A Root同根生《邊緣轉生術 Holy Gazai》 | 最佳專輯製作人獎           | 獲獎 | 製作人             |
| 2023 | 第34屆金曲獎            | A Root同根生《邊緣轉生術 Holy Gazai》 | 最佳台語專輯獎             | 提名 | 製作人             |
| 2023 | 第34屆金曲獎            | A Root同根生《邊緣轉生術 Holy Gazai》 | 年度專輯獎                 | 提名 | 製作人             |
| 2023 | 第34屆金曲獎            | A Root同根生《邊緣轉生術 Holy Gazai》 | 最佳樂團獎                 | 提名 | 製作人             |
| 2023 | 第16屆Freshmusic Awards | A Root同根生《邊緣轉生術 Holy Gazai》 | 年度大躍進                 | 獲獎 | 製作人             |
| 2023 | 第16屆Freshmusic Awards | A Root同根生《邊緣轉生術 Holy Gazai》 | 最佳樂團                   | 獲獎 | 製作人             |
| 2023 | 第16屆Freshmusic Awards | A Root同根生《邊緣轉生術 Holy Gazai》 | 十大專輯                   | 獲獎 | 製作人             |
| 2023 | 第14屆金音創作獎        | A Root同根生《邊緣轉生術 Holy Gazai》 | 最佳另類流行歌曲獎         | 提名 | 製作人             |
| 2023 | 第3屆金瓜獎             | 柯智豪                                | 年度音樂工作者             | 獲獎 |                    |
| 2024 | 第35屆金曲獎            | 巴奈·庫穗《夜婆 Iā-Pô》               | 最佳台語專輯獎             | 獲獎 | 製作人、詞曲、樂手 |
| 2024 | 第35屆金曲獎            | 巴奈·庫穗《夜婆 Iā-Pô》               | 年度專輯獎                 | 提名 | 製作人、詞曲、樂手 |
| 2024 | 第15屆金音創作獎        | 巴奈·庫穗《夜婆 Iā-Pô》               | 最佳樂手獎                 | 提名 | 製作人、詞曲、樂手 |
| 2024 | 第15屆金音創作獎        | 巴奈·庫穗《夜婆 Iā-Pô》               | 最佳民謠專輯獎             | 提名 | 製作人、詞曲、樂手 |
| 2024 | 第15屆金音創作獎        | 巴奈·庫穗《夜婆 Iā-Pô》               | 最佳民謠歌曲獎             | 提名 | 製作人、詞曲、樂手 |
| 2024 | 第17屆Freshmusic Awards | 巴奈·庫穗《夜婆 Iā-Pô》               | 年度專輯                   | 獲獎 | 製作人、詞曲、樂手 |
| 2025 | 第36屆金曲獎            | 同根生《台灣文蛤 Iā-Pô》              | 最佳單曲製作人             | 提名 | 製作人             |

### 影視配樂獎項
| 年份 | 屆次             | 作品                 | 獎項                  | 結果 |
| ---- | ---------------- | -------------------- | --------------------- | ---- |
| 2020 | 第22屆台北電影獎 | 高炳權《江湖無難事》 | 最佳配樂              | 提名 |
| 2020 | 第57屆金馬獎     | 許承傑《孤味》       | 最佳原創電影音樂      | 提名 |
| 2020 | 第57屆金馬獎     | 許承傑《孤味》       | 最佳原創電影歌曲—作曲 | 提名 |
| 2022 | 第57屆金鐘獎     | 林君陽《茶金》       | 戲劇配樂獎            | 提名 |

### 劇場配樂獎項
| 年份 | 屆次             | 作品                                                              | 獎項                      | 結果 |
| ---- | ---------------- | ----------------------------------------------------------------- | ------------------------- | ---- |
| 2018 | 第29屆傳藝金曲獎 | 李清照私人劇團感傷動作派《馬伯司氏》                              | 最佳跨界音樂專輯獎        | 提名 |
| 2020 | 第31屆傳藝金曲獎 | 一心戲劇團《當迷霧漸散》                                          | 最佳音樂設計獎            | 提名 |
| 2023 | 第34屆傳藝金曲獎 | 明華園天字戲劇團 x 莎士比亞的妹妹們的劇團《無題島：孽種與魔法師》 | 最佳音樂設計獎            | 提名 |
| 2025 | 第36屆傳藝金曲獎 | 一心戲劇團《相看儼然》                                            | 戲曲類 最佳音樂設計獎     | 待定 |
| 2025 | 第36屆傳藝金曲獎 | 李清照私人劇團感傷動作派《湘蘭圖》                                | 音樂類 最佳跨界音樂專輯獎 | 待定 |

### 展演設計成就獎
| 年份 | 屆次                          | 人物   | 獎項              | 結果 |
| ---- | ----------------------------- | ------ | ----------------- | ---- |
| 2019 | LA Vie 2019 「台灣創意力100」 | 柯智豪 | 風格創意人物 首獎 | 獲獎 |

### 特殊技術獎項
| 年份 | 屆次                                     | 作品                              | 獎項                | 結果 | 擔任     |
| ---- | ---------------------------------------- | --------------------------------- | ------------------- | ---- | -------- |
| 2014 | Diapason d'Or（法國金音叉獎）            | CHORD&MAJOR《Major 9.13（耳機）》 | Palmares HI-FI 2014 | 獲獎 | 音樂總監 |
| 2015 | 臺灣國際文化創意產業博覽會（台灣文博會） | CHORD&MAJOR《Major 9.13（耳機）》 | 文創精品            | 獲獎 | 音樂總監 |